# Dumontinia
Dumontinia — рід грибів родини Sclerotiniaceae. Назва вперше опублікована 1979 року.

## Класифікація
До роду Dumontinia відносять 2 види:
- Dumontinia tuberosa
- Dumontinia ulmariae